# Paradrymadusa brevicerca
Paradrymadusa brevicerca is een rechtvleugelig insect uit de familie sabelsprinkhanen (Tettigoniidae). De wetenschappelijke naam van deze soort is voor het eerst geldig gepubliceerd in 1956 door Karabag.